# Powiat Kaifu
Powiat Kaifu (jap. 海部郡 Kaifu-gun) – powiat w Japonii, w prefekturze Tokushima. W 2024 roku liczył 16 893 mieszkańców.

## Miejscowości
- Mugi
- Kaiyō
- Minami